# 1,1-dichloor-1-fluorethaan
1,1-dichloor-1-fluorethaan, ook bekend onder de naam Freon-141, is een organische verbinding met als brutoformule C2H3Cl2F. De stof komt voor als een kleurloze vloeistof met een laag kookpunt, die slecht oplosbaar is in water. De vloeistof heeft een etherische geur.
1,1-dichloor-1-fluorethaan wordt hoofdzakelijk ingezet als koudemiddel.

## Toxicologie en veiligheid
De verbinding is erg irriterend voor de huid en de ogen. Er kunnen schadelijke effecten optreden bij inhalatie of inslikken van de vloeistof of de dampen.